# Georg Bogatsch
Georg Bogatsch (* 15. Juni 1877 in Grottkau; † 1940) war ein deutscher Ministerialrat, der von 1931 bis 1934 Präsident des Reichswirtschaftsgerichts war.

## Leben
Bogatsch studierte an der Schlesischen Friedrich-Wilhelms-Universität Rechtswissenschaft. 1896 wurde er im Corps Marcomannia Breslau recipiert. Nach den Examen und dem Vorbereitungsdienst schlug er die Beamtenlaufbahn in der inneren Verwaltung des Königreichs Preußen ein. Als Ministerialrat war er nach dem Tod von Georg Lucas ab 1931 Präsident des Reichswirtschaftsgerichts. Seinen Sitz hatte er in Berlin W 15, Pariser Straße 21/22. Ihm folgte 1934 Carl Willecke.